# Primera guerra mitridática
La primera guerra mitridática fue la primera de las tres guerras que tuvieron lugar en Grecia y Asia Menor entre Mitrídates VI, rey del Ponto, y la República de Roma.

## El origen  de la guerra
El origen de la guerra fue una disputa entre Mitrídates VI y Nicomedes IV, rey de Bitinia, por el control de Capadocia, una provincia de la antigua Asia, en la actual Turquía.
En el 90 a. C., Mitrídates tomó el control tanto de Bitinia como de Capadocia, con la ayuda del reino de Armenia. Pero, ante las protestas de Manio Aquilio, el comandante romano de Anatolia (un antiguo territorio griego, en el actual oeste de Turquía), Mitrídates accedió a la petición de Aquilio de retirarse. Su siguiente petición, que Mitrídates le diese parte de sus tropas, fue rechazada. Entonces el romano empujó a Nicomedes a atacar el Ponto.
En el 88 a. C., Mitrídates respondió al ataque de Nicomedes con un potente contraataque. Su comandante, Arquelao, derrotó al ejército bitinio en la batalla del río Amnias y al ejército romano, al mando de Aquilio, en la batalla del Monte Scorobas. La flota romana del Mar Negro simplemente se rindió. Capadocia, Bitinia y la provincia romana de Asia fueron arrasadas y muchas antiguas ciudades griegas, como Pérgamo, Éfeso y Mileto recibieron a Arquelao como un libertador del control romano.

## El conflicto entre Mitrídates y Roma
Mitrídates, llegado este momento, ordenó el asesinato de todos los romanos que hubiese en Asia. Según las fuentes históricas, alrededor de ochenta mil personas fueron ejecutadas en unas jornadas conocidas como las «Vísperas asiáticas» (vesper en latín significa tarde), por su similitud con el episodio posterior de las «Vísperas sicilianas». Este acontecimiento supuso la unión irrevocable del destino de las ciudades griegas y de Mitrídades puesto que sabían de lo terrible que sería la venganza romana.

Oriente Próximo en el 89 a. C.

Arquelao fue enviado a Grecia, colocando a Aristion como tirano de Atenas. En el 87 a. C., el cónsul Lucio Cornelio Sila, desembarcó en el Epiro (Grecia occidental), y marchó sobre Atenas. Penetrando en el Ática a través de Beocia, Sila se encontró con que la mayor parte de las ciudades se unían a su causa, destacando entre todas Tebas. La mayoría del Peloponeso le seguiría poco después de una victoria mencionada por Pausanias (1.20.5) y Memnon (22.11). Atenas, pese a todo, se mantuvo leal a Mitrídates pese al férreo asedio a que fue sometida en el invierno del 87-86 a. C. Finalmente Sila capturó Atenas el 1 de marzo del 86 a. C., pero Arquelao evacuó El Pireo y desembarcó en Beocia, donde fue derrotado en la batalla de Queronea (destaca que es el mismo lugar dónde Filipo II de Macedonia y un joven Alejandro Magno derrotaron a un ejército combinado de tropas atenienses y tebanas doscientos cincuenta años antes, asegurando así la supremacía macedónica sobre Grecia).
Simultáneamente Lucio Licinio Lúculo, legado de Sila, derrotaba a la flota mitridática en la isla de Ténedos. Al año siguiente, el 85 a. C., Arquelao recibió suficientes refuerzos como para volver a presentar batalla a Sila, pero volvió a ser derrotado en la batalla de Orcómeno.
Por entonces, Roma había mandado también una fuerza bajo el mando de Lucio Valerio Flaco, que desembarcó en Asia, donde bastantes ciudades griegas se habían rebelado contra Mitrídates. Flaco fue asesinado en un motín dirigido por Cayo Flavio Fimbria. Fimbria tomó el control del ejército y derrotó a las tropas de Mitrídates en el río Ríndaco. Entonces Mitrídates, tras un encuentro con Sila en Dárdanos en el 85 a. C., firmó el tratado de Dárdanos, que le permitió mantener su reino.
Consciente de que no podría derrotar a Sila, Fimbria se suicidó, facilitando así el asentamiento de Sila en Asia. Este impuso una indemnización muy elevada a las ciudades asiáticas, junto con cinco años de impuestos «atrasados», dejándolas endeudadas y debilitadas durante un prolongado período de tiempo.
El inicio de las guerras mitridáticas sumió a Anatolia en una época oscura. Con el auge del agresivo Imperio Armenio la guerra se extendió por todos los rincones de la península. Los romanos y los armenios, como nuevas superpotencias de la región, comenzaron una terrible rivalidad.